# Panelák
Panelák – słowacki serial telewizyjny, pierwotnie emitowany w latach 2008–2015 na antenie TV JOJ.
Serial miał swoją premierę 18 lutego 2008. W marcu 2015 r. telewizja JOJ ogłosiła zakończenie serialu, a seria 15. miała być ostatnią. W 2017 r. wyemitowano serię 16.
Scenarzystą serialu był Andrej Kraus.
Pierwszy odcinek serialu obejrzało ponad 700 tys. osób, a telewizja JOJ osiągnęła dzięki niemu prawie 40-procentowy udział w rynku.